# Hongrie aux Jeux olympiques d'hiver de 2022
La Hongrie participe aux Jeux olympiques d'hiver de 2022 à Pékin en Chine du 4 au 20 février 2022. Il s'agit de sa vingt-quatrième participation à des Jeux d'hiver.

## Participation
Aux Jeux olympiques d'hiver de 2022, les athlètes de l'équipe de Hongrie participent aux épreuves suivantes : 
| Sport               | Hommes | Femmes | Total |
| ------------------- | ------ | ------ | ----- |
| Patinage artistique | 1      | 1      | 2     |
| Short-track         | 5      | 2      | 7     |
| Ski alpin           | 1      | 1      | 2     |
| Ski de fond         | 1      | 1      | 2     |
| Snowboard           | 0      | 1      | 1     |
| Total               | 8      | 6      | 14    |

## Médaillés
| Sport       | Discipline   | Athlète(s)  | Performance | Date       |
| ----------- | ------------ | ----------- | ----------- | ---------- |
| Short-track | 500 m hommes | Shaoang Liu | 40 s 338    | 13 février |

| Sport       | Discipline     | Athlète(s)                                                                     | Performance    | Date      |
| ----------- | -------------- | ------------------------------------------------------------------------------ | -------------- | --------- |
| Short-track | Relais mixte   | Petra Jászapáti Zsófia Kónya Shaoang Liu Shaolin Sándor Liu John-Henry Krueger | 2 min 4 s 90   | 5 février |
| Short-track | 1 000 m hommes | Shaoang Liu                                                                    | 1 min 35 s 693 | 7 février |

| Sport       |   |   |   | Total |
| ----------- | - | - | - | ----- |
| Short-track | 1 | 0 | 2 | 3     |
| Total       | 1 | 0 | 2 | 3     |

| Jour       |   |   |   | Total |
| ---------- | - | - | - | ----- |
| 5 février  | 0 | 0 | 1 | 1     |
| 7 février  | 0 | 0 | 1 | 1     |
| 13 février | 1 | 0 | 0 | 1     |
| Total      | 1 | 0 | 2 | 3     |

## Résultats

### Patinage artistique
| Athlète                         | Épreuve | Programme court Danse originale | Programme court Danse originale | Programme libre Danse libre | Programme libre Danse libre | Total    | Total    |
| Athlète                         | Épreuve | Points                          | Rang                            | Points                      | Rang                        | Points   | Rang     |
| ------------------------------- | ------- | ------------------------------- | ------------------------------- | --------------------------- | --------------------------- | -------- | -------- |
| Ioulia Chtchetinina Márk Magyar | Couples | Forfait                         | Forfait                         | Éliminés                    | Éliminés                    | Éliminés | Éliminés |

### Patinage de vitesse sur piste courte (short-track)
| Athlète                                                                        | Épreuve               | Série          | Série       | Quart de Finale  | Quart de Finale | Demi-finale    | Demi-finale | Finale Finale B | Finale Finale B                     |
| Athlète                                                                        | Épreuve               | Temps          | Rang        | Temps            | Rang            | Temps          | Rang        | Temps           | Rang                                |
| ------------------------------------------------------------------------------ | --------------------- | -------------- | ----------- | ---------------- | --------------- | -------------- | ----------- | --------------- | ----------------------------------- |
| John-Henry Krueger                                                             | 500 m hommes          | 40 s 407       | 2e          | 40 s 844         | 5e              | Éliminé        | Éliminé     | Éliminé         | 17e                                 |
| Shaoang Liu                                                                    | 500 m hommes          | 40 s 797       | 1er         | 40 s 836         | 1er             | 40 s 157       | 1er         | 40 s 338        | Médaille d'or, Jeux olympiques      |
| Shaolin Sándor Liu                                                             | 500 m hommes          | 40 s 948       | 1er         | 40 s 700         | 4e              | Éliminé        | Éliminé     | Éliminé         | 13e                                 |
| John-Henry Krueger                                                             | 1 000 m hommes        | 1 min 25 s 236 | 1er         | Disqualifié      | Disqualifié     | Éliminé        | Éliminé     | Éliminé         | 14e                                 |
| Shaoang Liu                                                                    | 1 000 m hommes        | 1 min 23 s 796 | 1er         | 1 min 23 s 940   | 2e              | 1 min 35 s 384 | 5e Repêché  | 1 min 35 s 693  | Médaille de bronze, Jeux olympiques |
| Shaolin Sándor Liu                                                             | 1 000 m hommes        | 1 min 25 s 262 | 1er         | 1 min 55 s 248   | 3e Repêché      | 1 min 23 s 567 | 1er         | Carton jaune    | Carton jaune                        |
| John-Henry Krueger                                                             | 1 500 m hommes        | Non disputé    | Non disputé | 2 min 12 s 525   | 3e              | 2 min 18 s 671 | 5e          | 2 min 18 s 059  | 11e                                 |
| Shaoang Liu                                                                    | 1 500 m hommes        | Non disputé    | Non disputé | 2 min 15 s 376   | 2e              | 2 min 15 s 519 | 1er         | 2 min 9 s 409   | 4e                                  |
| Shaolin Sándor Liu                                                             | 1 500 m hommes        | Non disputé    | Non disputé | 2 min 9 s 213 OR | 1er             | 2 min 10 s 685 | 2e          | 2 min 9 s 9553  | 6e                                  |
| Shaoang Liu Shaolin Sándor Liu John-Henry Krueger Bence Nógrádi                | Relais hommes 5 000 m | Non disputé    | Non disputé | Non disputé      | Non disputé     | 6 min 45 s 192 | 6e          | 6 min 39 s 713  | 6e                                  |
| Petra Jászapáti                                                                | 500 m femmes          | 42 s 848       | 2e          | 43 s 476         | 1re             | 43 s 198       | 3e          | 43 s 004        | 7e                                  |
| Zsófia Kónya                                                                   | 500 m femmes          | 43 s 905       | 3e          | Éliminée         | Éliminée        | Éliminée       | Éliminée    | Éliminée        | 21e                                 |
| Petra Jászapáti                                                                | 1 000 m femmes        | 1 min 28 s 392 | 2e          | 1 min 28 s 786   | 3e              | 1 min 28 s 827 | 5e          | 1 min 30 s 249  | 8e                                  |
| Zsófia Kónya                                                                   | 1 000 m femmes        | Aucun temps    | Aucun temps | Éliminée         | Éliminée        | Éliminée       | Éliminée    | Éliminée        | 29e                                 |
| Petra Jászapáti                                                                | 1 500 m femmes        | Non disputé    | Non disputé | 2 min 22 s 115   | 2e              | Disqualifiée   | Éliminée    | Éliminée        | 22e                                 |
| Zsófia Kónya                                                                   | 1 500 m femmes        | Non disputé    | Non disputé | Pénalité         | Pénalité        | Éliminée       | Éliminée    | Éliminée        | Éliminée                            |
| Petra Jászapáti Zsófia Kónya Shaoang Liu Shaolin Sándor Liu John-Henry Krueger | Relais mixte 2 000 m  | Non disputé    | Non disputé | 2 min 38 s 396   | 1er             | 2 min 38 s 052 | 1er         | 2 min 40 s 900  | Médaille de bronze, Jeux olympiques |

### Ski alpin
| Athlète       | Épreuve      | 1re manche    | 1re manche | 2e manche     | 2e manche | Total         | Total |
| Athlète       | Épreuve      | Temps         | Rang       | Temps         | Rang      | Temps         | Rang  |
| ------------- | ------------ | ------------- | ---------- | ------------- | --------- | ------------- | ----- |
| Márton Kékesi | Slalom       | 1 min 1 s 85  | 40e        | 56 s 12       | 32e       | 1 min 57 s 97 | 33e   |
| Márton Kékesi | Slalom géant | 1 min 14 s 47 | 39e        | 1 min 19 s 07 | 34e       | 2 min 33 s 54 | 34e   |

| Athlète   | Épreuve      | 1re manche | 1re manche | 2e manche | 2e manche | Finale        | Finale   |
| Athlète   | Épreuve      | Temps      | Rang       | Temps     | Rang      | Temps         | Rang     |
| --------- | ------------ | ---------- | ---------- | --------- | --------- | ------------- | -------- |
| Zita Tóth | Slalom       | 57 s 97    | 44e        | 57 s 89   | 40e       | 1 min 55 s 86 | 40e      |
| Zita Tóth | Slalom géant | Abandon    | Abandon    | Éliminée  | Éliminée  | Éliminée      | Éliminée |

### Ski de fond
| Athlète    | Épreuve                               | Temps             | Rang |
| ---------- | ------------------------------------- | ----------------- | ---- |
| Ádám Kónya | 15 km classique hommes                | 45 min 48 s 9     | 80e  |
| Ádám Kónya | 50 km libre hommes 30 km libre hommes | 1 h 25 min 21 s 4 | 55e  |
| Sára Pónya | 10 km classique femmes                | 41 min 13 s 6     | 97e  |

| Athlète    | Épreuve           | Qualification | Qualification | Quart de finale | Quart de finale | Demi-finale | Demi-finale | Finale  | Finale  |
| Athlète    | Épreuve           | Temps         | Rang          | Temps           | Rang            | Temps       | Rang        | Temps   | Rang    |
| ---------- | ----------------- | ------------- | ------------- | --------------- | --------------- | ----------- | ----------- | ------- | ------- |
| Ádám Kónya | Individuel hommes | 3 min 9 s 43  | 72e           | Éliminé         | Éliminé         | Éliminé     | Éliminé     | Éliminé | Éliminé |

### Snowboard
| Athlète          | Épreuve           | Qualification | Qualification | Qualification | Qualification | Qualification | Finale   | Finale   | Finale   | Finale   | Finale   |
| Athlète          | Épreuve           | Course 1      | Course 2      | Course 3      | Meilleur      | Rang          | Course 1 | Course 2 | Course 3 | Meilleur | Rang     |
| ---------------- | ----------------- | ------------- | ------------- | ------------- | ------------- | ------------- | -------- | -------- | -------- | -------- | -------- |
| Kamilla Kozuback | Big air femmes    | 51,50         | 5,50          | 59,00         | 110,50        | 17e           | Éliminée | Éliminée | Éliminée | Éliminée | Éliminée |
| Kamilla Kozuback | Slopestyle femmes | 21,95         | 19,58         | -             | 21,95         | 28e           | Éliminée | Éliminée | Éliminée | Éliminée | Éliminée |
| Kamilla Kozuback | Half-pipe femmes, | 35,50         | 15,00         | -             | 35,50         | 19e           | Éliminée | Éliminée | Éliminée | Éliminée | Éliminée |